# 平谷法之
平谷 法之（ひらたに のりゆき、1985年8月13日 - ）は、日本の元キックボクサー。元全日本キックボクシング協会バンタム級王者。162cm、57kg。

## 来歴
空修会館所属の空手の選手だった。
2003年8月、全日本バンタム級王者決定トーナメントの決勝で藤原あらしに判定勝ちし優勝。弱冠17歳で王者となる。
2003年12月、山本真弘と判定ドロー。2004年3月、弘中史樹に判定勝ち。
階級をフェザー級に変更し所属ジムもBOOCHBEATに移籍。2004年5月、前田尚紀に逆転KO負け。2004年8月、山本真弘にTKO負け。2004年11月、砂田将祈にKO負け。
2005年、引退。